# Kob

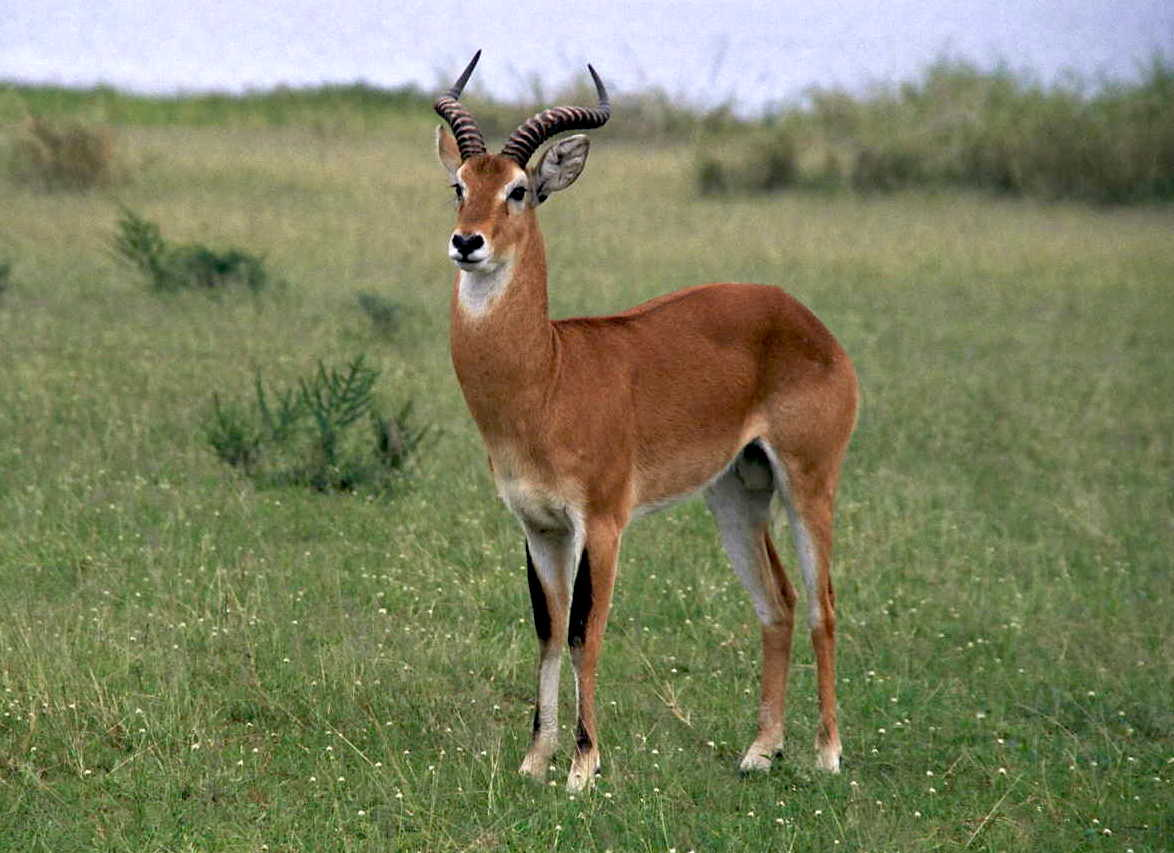
Uganda-Grasantilope (Kobus thomasi) im Murchison-Falls-Nationalpark

Als Kob werden verschiedene afrikanische Antilopenarten aus der Gattung der Wasserböcke (Kobus) zusammengefasst, die ursprünglich als eine Art angesehen wurden. Sie gleichen in der Größe und im Aussehen dem Puku. Der Name „Kob“ wurde der Wolof-Sprache entlehnt. Die Kobs gehören zu den häufigsten Antilopenformen Afrikas, eine Art zeigt ein ausgeprägtes Migrationsverhalten.

## Merkmale
Die stämmigen Männchen können mit einer Schulterhöhe von bis zu 109 Zentimetern bis zu 95 Kilogramm wiegen. Sie haben einen muskulösen Hals und starke, leierförmige Hörner, die bis zu 69 Zentimeter lang werden können. Die Weibchen tragen keine Hörner und sind in der Regel heller als die Männchen gefärbt. Aufgrund der Färbung unterscheidet man mehrere Arten. Meistens sind die Kobs rotbraun gefärbt, tragen einen weißen Fleck am Hals und schwarze Zeichnung an der Vorderseite der Läufe. An der Unterseite sind sie weiß.

## Verbreitungsgebiet

Verbreitungsgebiet des Kobs (rot)

Die Kobs kommen nur in West- und Zentralafrika vor, und zwar von Senegal über Nigeria und den Südsudan bis in den Westen Ugandas.
Kobs leben in Schwemmebenen und hügeligem Gelände und sind an Dauergewässer gebunden. Hier leben sie von Gras sowie Wasserpflanzen.
Die Weibchen bilden Herden aus 15 bis 40 Tieren. Männchen sind territoriale Einzelgänger. Wie beim verwandten Letschwe sind die Reviere bei dichter Population sehr klein; sie haben manchmal einen Durchmesser von nur 100 Metern, und ein Männchen vermag dieses kleine Territorium oft nur wenige Tage zu halten.

## Arten

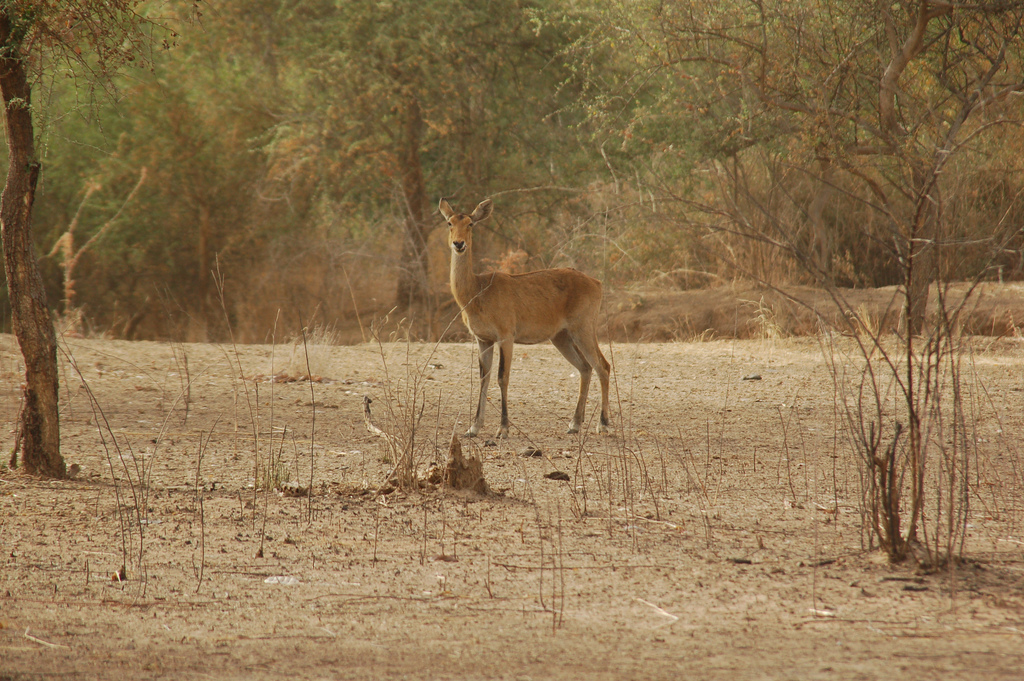
Weiblicher Senegal-Grasantilope (Kobus kob) im W-Nationalpark

Manche Fachleute unterschieden ursprünglich bis zu dreizehn verschiedene Unterarten des Kob. Eine Revision der Hornträger aus dem Jahr 2011 erkennt vier Arten als gültig an:
- Senegal-Grasantilope oder Kob (Kobus kob (Erxleben, 1777)); Westafrika von Senegal bis Kamerun, Tschad, Zentralafrikanische Republik
- Weißohr-Moorantilope (Kobus leucotis (Lichtenstein & Peters, 1854)); Südsudan, nordwestliches Uganda. Bei dieser Art haben die Männchen einen fast schwarzbraunen Rücken, das Ohrinnere ist auffallend hell und die weißen Augenringe setzen sich stark gegenüber dem übrigen Haarkleid ab. Wichtige Schutzgebiete sind etwa der Boma-Nationalpark und der Badingilo-Nationalpark im Südsudan.[4]
- Kamerun-Grasantilope (Kobus loderi (Lydekker, 1900)); vom östlichen Nigeria bis zum westlichen Südsudan und im Norden der Demokratischen Republik Kongo
- Uganda-Grasantilope (Kobus thomasi (Sclater, 1896)); nördlicher Kongo, südwestliches Uganda

## Einzelbelege
1. ↑  Spinage, S. 181–182
2. ↑  Spinage, S. 181
3. ↑  Colin P. Groves und David M. Leslie Jr.: Family Bovidae (Hollow-horned Ruminants). In: Don E. Wilson und Russell A. Mittermeier (Hrsg.): Handbook of the Mammals of the World. Volume 2: Hooved Mammals. Lynx Edicions, Barcelona 2011, ISBN 978-84-96553-77-4, S. 671–682
4. ↑  Kobus kob in der Roten Liste gefährdeter Arten der IUCN 2008. Eingestellt von: Antelope Specialist Group, 2008. Abgerufen am 18. Dezember 2013.